# 石灰坑
石灰坑，是臺灣新北市樹林區的一個地名，位於樹林區西南部。以行政區而言，範圍大致包括樂山里西南大半部不含最南端凸出部分南半部、中山里西北部一小部分。

## 歷史
台灣清治末期至日治初期，石灰坑地區為一街庄，稱為「石灰坑庄」，隸屬於海山堡。該庄昔日東南以大漢溪最北分流及沙洲與崙仔庄為界，西南與阿南坑庄為鄰，西北與大湖庄、兔仔坑庄為鄰，東北邊為山仔腳庄。
1901年（日治明治三十四年）11月，該庄隸屬於桃園廳，編入第十七區。1905年（明治三十八年）7月，第十七區改稱「樹林區」。1920年（大正九年），該庄改制為「石灰坑」大字，隸屬於臺北州海山郡鶯歌庄，大字下有「上斗門頭」、「風爐坑」、「石灰坑」、「下斗門頭」小字名。1940年，鶯歌庄升格為鶯歌街。
戰後鶯歌街改制為鶯歌鎮，隸屬於臺北縣，大字亦改制為里。1946年8月，鶯歌、樹林分治，本地區改隸屬新成立的樹林鎮。2010年12月，臺北縣升格為新北市，樹林鎮改制為樹林區。

## 河道變遷
從前大嵙崁溪（大漢溪）至三角湧附近（公館後地區西北部），因地勢低平，河面加寬，形成網狀河道。三峽溪（三峽河與橫溪各自注入大嵙崁溪分流河道，三峽溪於劉厝埔匯入分流，為橫溪匯注點之上游約八百公尺處。其後因河沙堆積，河床日漸昇高，導致分流消退，原本兩溪匯注處之大嵙崁溪分流河道成為三峽溪河道之延伸，因而形成今日三峽溪納橫榽之勢。
由於河道變遷，原石灰坑地區南部邊界地帶的大漢溪分流已經淤積成為陸地。

## 交通
台鐵縱貫線經過石灰坑地區南部，山佳車站即在東邊境外不遠處。該站屬三等站，僅停靠區間車。
市道114號（中山路三段）是永安漁港至萬華的道路，大致以東北－西南走向經過石灰坑地區東南部，往東北可前往樹林市區、板橋、臺北，往西南可前往鶯歌、八德、中壢、新屋等地。
民和街是本地區內部的主要連絡道路。

## 學校
- 育德國小

## 公共設施
- 新北市樹林垃圾焚化廠